# 图多尔·波斯泰尔尼库
图多尔·波斯泰尔尼库（羅馬尼亞語：Tudor Postelnicu；1931年11月13日—2017年8月12日），罗马尼亚共产党中央政治执行委员会候补委员，罗马尼亚内务部长，罗马尼亚国防委员会委员，是尼古拉·齐奥塞斯库统治时期的秘密警察头子，与瓦伦丁·齐奥塞斯库、尼库·齐奥塞斯库有着良好的关系

## 生平
1931年，出生于罗马尼亚王国普洛耶什蒂州上普羅維察鄉的石油钻工家庭。1943年，在莫雷尼机械厂当学徒。1945年，入团。1953年，入党。
1947年，任莫雷尼第4厂委员会组织部长。1949年，任莫雷尼第4厂委员会书记，分管组织和宣传鼓动工作。1950年，任罗莫雷尼机械厂委员会书记，分管宣传鼓动。1951年，任莫雷尼分区委员会组织部部长、坎皮纳区委员会指导员和体育文化部部长。1952年，任坎皮纳区委员会委员兼工人部长。1954年，任普洛耶什蒂州委员会委员兼坎皮纳区委员会第一书记。1956年，任普洛耶什蒂州委员会书记。
1959年，任罗共团中央委员会执行局委员和中央组织工作部副部长。1964年，任罗共中央组织部指导员。1965年，任罗共中央组织部指导员。1969年，任罗共奥尔特县委员会书记。1971年，任罗共布泽乌县委员会组织书记。1976年，任罗共布泽乌县委员会第一书记兼布泽乌县人民委员会执行委员会主席。1977年，毕业于布加勒斯特经济研究学院并获博士学位。1978年，任罗马尼亚内务部部长、国家安全局局长、国务秘书、国防委员会委员。1979年，罗共十二大，为罗共中央委员会委员。1984年，罗共十二大，为罗共中央政治执行委员会候补委员。
1989年，罗马尼亚革命，被逮捕入狱。1990年，被判处无期徒刑，后改为有期徒刑14年。1993年，改判有期徒刑8年。1994年，假释出狱。1997年，巴士劫持事件曝光，被判处有期徒刑18年。1999年，假释出狱。2017年，在布加勒斯特的“卡罗尔·达维拉博士”中央军医大学医院去世，享年85岁。